# Inspiración artística
La inspiración en la composición artística se asocia a un brote de creatividad. Literalmente, la palabra significa "recibir el aliento", y tiene sus orígenes en el helenismo y la cultura hebrea. Homero y Hesíodo, en las primeras discusiones sobre la naturaleza de la inspiración destacan como importante tanto los aspectos rituales como los orígenes divinos del aliento de un dios. Por ejemplo tanto el oráculo de Delfos, como otras sibilas, recibían el vapor y humos divinos en una caverna dedicada a Apolo antes de realizar una profecía. En la Odisea, 22. 347-8, un poeta menciona que sus cantos fueron puestos en su corazón por los dioses.

## Modelos antiguos de inspiración

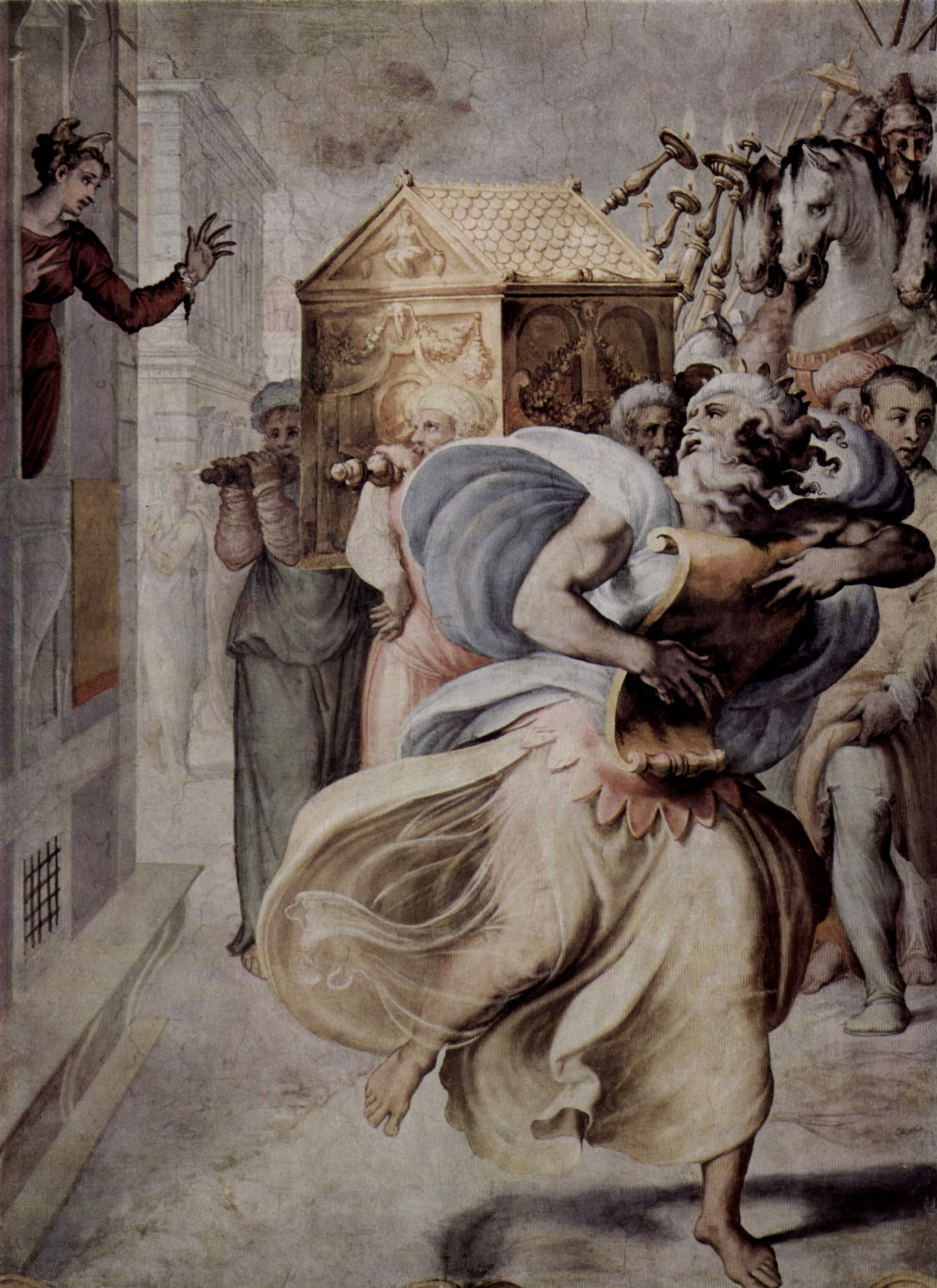
El rey David danzando en éxtasis frente al Arca de la Alianza.

Según los griegos, la inspiración supone que el poeta o artista alcanza un estado de éxtasis o furor poeticus, el frenesí divino o locura poética. El artista es transportado más allá de su propia mente y recibe los pensamientos de los dioses. Platón, en Symposium 197a, Phaedrus 244, como también Teócrito, Píndaro, y Aristóteles (en Poetics) argumentan que el poeta se transporta temporalmente al mundo de la verdad o comprensión divina, y es esta visión la que lo obliga a crear. Por lo tanto, las invocaciones a las musas y otros varios dioses poéticos (en particular, Apolo y Dionisio) son auténticas plegarias en busca de inspiración, para recibir el aliento del dios. Lo que el poeta hace, lo hace tan bien que solo puede ser por inspiración divina. Así, escribía en el Ión: Todos los poetas épicos, en efecto, los buenos poetas, recitan todos esos bellos poemas, no precisamente gracias a un arte, sino por estar inspirados por un dios y por estar poseídos de él. Lo mismo hay que decir de los buenos poetas líricos… Cuando el poeta escribe inspirado por un Dios, en realidad no es consciente. 
La poesía que surge inspirada por las Musas es la única que se podría salvar en la República Ideal de Platón, y sería una poesía en la que se uniría lo Bello, lo Bueno, la Verdad y lo Justo, pero siempre desde la inspiración divina. 
La ayuda de las Musas viene dada en cuanto al contenido, no a la forma: el poeta invoca a las Musas preguntando qué ha de decir, no cómo ha de decirlo. El don de las Musas es el don de la palabra verdadera (lo que vincula al poeta con el vidente).
La técnica y la ejecución son independientes de la inspiración, por lo que es posible que el no poeta se inspire y que la habilidad de un poeta o pintor sea insuficiente para poder recibir esta inspiración divina. El único modelo substancialmente diferente de inspiración en el mundo clásico se encuentra en el Problemata (de autoría desconocida, pero de la escuela peripatética), el cual sugiere que el origen de la inspiración se encuentra en el desbalance entre los cuatro humores. Excepto por esa teoría, Virgilio, Ovidio, y especialmente Cicerón insisten, como los teóricos griegos antes que ellos, que la inspiración artística es un regalo de los dioses. Cicerón no estaba satisfecho con la figuratividad que la palabra "inspiración" había adquirido y usaba en cambio el término afflatus.
Sin embargo, la inspiración es también algo que para los profetas surge de la revelación, y en alguna medida los dos conceptos se encuentran entremezclados. La revelación es un proceso consciente, donde el escritor o pintor es consciente e interactúa con la visión, mientras que la inspiración es involuntaria y se recibe sin un entendimiento cabal de lo que está sucediendo. En el cristianismo, la inspiración es un regalo del Espíritu Santo. San Pablo dijo que toda la Biblia está inspirada por Dios (Timoteo 2), y los relatos de Pentecostés hablan del Espíritu Santo descendiendo con el sonido de un viento poderoso. Esta comprensión de "inspiración" es vital para aquellos que hacen una lectura literal de la Biblia, para ellos, los autores de las escrituras si son poseídos por la voz de Dios, no "filtrarían" ni interpondrían su visión personal en el texto. Para aquellos que entienden la "inspiración" como un fenómeno menos extático (menos platónica), la personalidad humana y puntos de vista del autor harían de mediadores de la palabra santa. Para los padres de la iglesia como San Jerónimo, David era el poeta perfecto, ya que sabía negociar entre el impulso divino y la conciencia humana.
En las poesías hebreas, la inspiración también es de origen divino. En el Libro de Amós, 3: 8, el profeta habla de sentirse abrumado por la voz de Dios y obligado a hablar.
En las sociedades nórdicas, la inspiración también era asociada con un regalo de los dioses. En forma similar a la literatura, griega, latina y romántica, los bardos nórdicos eran inspirados por un estado mágico y divino, dándole luego forma de palabras con sus mentes conscientes. Su entrenamiento era un intento de aprender a modelar las fuerzas que estaban más allá de lo humano. En el relato del Venerable Beda de Caedmon, se combinan las tradiciones cristianas y germánicas tardías. Caedmon era un pastor sin ningún entrenamiento o habilidad en componer versos. Una noche, tuvo un sueño donde Jesús le pedía que cantara. Entonces compuso el Himno de Caedmon, y a partir de ese momento fue un gran poeta. La inspiración en la historia es el producto de la gracia: no es posible buscarla (pero si desearla), es incontrolable, e irresistible, y si bien la obra del poeta comprende en forma completa su mente y su cuerpo, es fundamentalmente un don.

## Modelosilustradosy románticos de inspiración

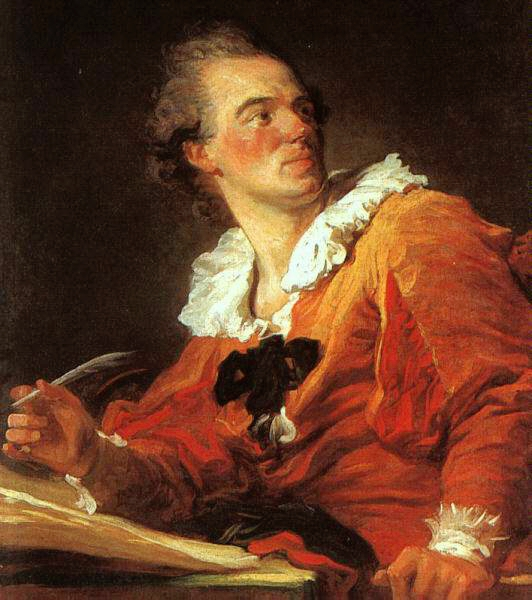
Inspiración -por Jean-Honore Fragonard

En el siglo XVIII en Inglaterra, la psicología que estaba en sus comienzos competía con un renacimiento de la celebración de la naturaleza mística de la inspiración. El modelo de John Locke de la mente humana sugería que las ideas se asociaban entre sí y que una cuerda en la mente podía ser alcanzada por una idea resonante. Por lo tanto, la inspiración era en alguna medida un proceso azaroso pero completamente natural de asociación de ideas y pensamiento unísono repentino. Adicionalmente, la psicología de Locke sugería que un sentido natural o calidad de la mente permitía a las personas encontrar una unidad en las percepciones y discernir las diferencias en los grupos. Esta "fantasía"(fancy) e "ingenio, "(wit) como se las llamaba, eran facultades naturales y adquiridas que podían generar mayor o menor inspiración y percepción en poetas y pintores.
El modelo musical fue satirizado, junto con otros modelos de inspiración como el afflatus, y la "fantasía", por Jonathan Swift en A Tale of a Tub. El narrador de Swift sugiere que la locura es contagiosa porque es una nota que puede activar las "cuerdas" en las mentes de los seguidores y que la diferencia entre un loco de Bedlam y un emperador era el "tono" de la idea del enfermo mental. Al mismo tiempo, satirizaba a los ministros protestantes radicales quienes predicaban mediante "inspiración directa." En sus textos, describe al púlpito ideal del disidente como un barril con una manguera que conecta la parte posterior del predicador a un conjunto de fuelles en la base, mediante los cuales el predicador podía ser inflado al punto de poder lograr gritar su inspiración a la congregación. Más aún, Swift veía a la fantasía como una característica irracional y de locura, donde, "una vez que la fantasía de un hombre sobrepasa su razón, ya no hay lugar para el sentido común."
Las teorías divergentes de la inspiración que Swift satirizó continuarían, coexistiendo, a través de los siglos 18 y 19. En su obra Conjeturas sobre la composición original Edward Young desarrolló la base de una formulación romántica de la inspiración. Él decía que el genius es "el dios interno" del poeta al cual le provee la inspiración. De esta forma, Young coincidía con los psicólogos que ubicaban a la inspiración dentro de la mente de las personas (y lejos del ámbito tanto de las cosas divinas como demoníacas) pero aún teniendo una cualidad supernatural. Genius era una fuente de inspiración inexplicable, posiblemente espiritual y posiblemente externa. En el esquema de Young, el genius era todavía de origen externo, pero los poetas románticos pronto ubicarían su origen dentro del poeta. Escritores románticos tales como Edgar Allan Poe (El principio poético), Ralph Waldo Emerson (El poeta), y Percy Bysshe Shelley veían la inspiración en términos similares a los griegos: era un tema de locura e irracionalidad. La inspiración se lograba porque el poeta se acoplaba a las "brisas" (divinas o místicas) y porque su concepción le permitía recibir ese tipo de visiones. Los relatos de Samuel Taylor Coleridge sobre la inspiración eran los más dramáticos, y su obra Arpa Eólica fue el mejor de muchos poemas que los románticos escribirían comparando la poesía con una recepción pasiva y canalización natural de los aires divinos. La historia que el contó sobre la composición de Kubla Khan reduce al poeta al nivel de un escribiente. William Butler Yeats experimentaría y valoraría luego la escritura automática. La inspiración era la evidencia del genio, y el genio era algo que el poeta podía enorgullecerse de poseer, a pesar de que no podía alegar que lo había creado él.

## Conceptos modernistas y modernos de inspiración
Sigmund Freud y otros psicólogos[cita requerida] posteriores ubicaron a la inspiración en la psiquis interna del artista. La inspiración del artista era producto de un conflicto psicológico no resuelto o de un trauma de la niñez. Más aún, la inspiración podía originarse directamente en el subconsciente. En forma similar a la teoría romántica del genius y la noción resucitada del "frenesí poético," Freud veía a los artistas como especiales, y con heridas profundas. 
Dado que Freud ubicaba la inspiración en el subconsciente, los artistas surrealistas buscaban esta forma de inspiración recurriendo a diarios de sueños y escritura automática, el uso de tableros Ouija y found poetry en un intento para penetrar en lo que ellos entendían era la verdadera fuente del arte. La teoría de Carl Jung de la inspiración reiteraba indirectamente el otro lado de la noción romántica de la inspiración al sugerir que un artista es alguien que se ha conectado a algo impersonal, algo afuera de la experiencia individual: el artista de Jung con memoria racial es el más apto para sentir y expresar el conflicto entre la "sombra" primitiva y el ego civilizado y codificar el arquetipo de la mente humana. Por lo tanto, nuevamente, la inspiración proviene de una especie de genius, dado que estas memorias están presentes en todas las personas (siendo por ello responsables del reconocimiento de los arquetipos y memorias al observar una obra de arte), pero únicamente el genius artístico puede obtener inspiración y memoria. Aquellos artistas que seguían las ideas de Jung ponían énfasis en el primitivismo y el estudio del arte previo a la existencia de la literatura y los mitos.
Las teorías materialistas de la inspiración divergen entre las que consideran a las fuentes como puramente internas y las que abogan por fuentes puramente externas. Marx no trató el tema directamente, pero la teoría marxista del arte lo ve como una expresión de la fricción entre posiciones económicas de base y superestructurales, o como un diálogo no intencional de ideologías en competencia, o como la explotación de una "fisura" en la ideología de la clase en el poder. Por lo tanto, en aquellas escuelas de arte plenamente marxistas, tales como el realismo soviético, el pintor o poeta "inspirado" es también el poeta o pintor con mayor conciencia de clase, y el "formalismo" es explícitamente rechazado como decadente (por ejemplo, las últimas películas de Sergéi Eisenstein eran condenas como un "error formalista"). Fuera de las escuelas marxistas sustentadas por el estado, el marxismo ha mantenido su énfasis en la conciencia de clase del poeta o pintor inspirado, pero ha hecho sitio para lo que Frederic Jameson da en llamar una "inconsciencia política" que podría estar presente en la obra de arte. Sin embargo, en cada uno de estos casos, la inspiración proviene de que el artista este especialmente "en sintonía" para captar las señales de una crisis externa. En psicología moderna, la inspiración no es estudiada frecuentemente, pero se la considera un proceso completamente interno. Sea cual sea el modelo, sin embargo, empiricista o místico, la inspiración se encuentra por su propia naturaleza fuera de nuestro control.

## Iconografía
La inspiración se representa bajo la figura de un adolescente animado de todo el fuego del genio teniendo en la mano derecha una espada y en la izquierda la flor del tornasol.